# Feltro

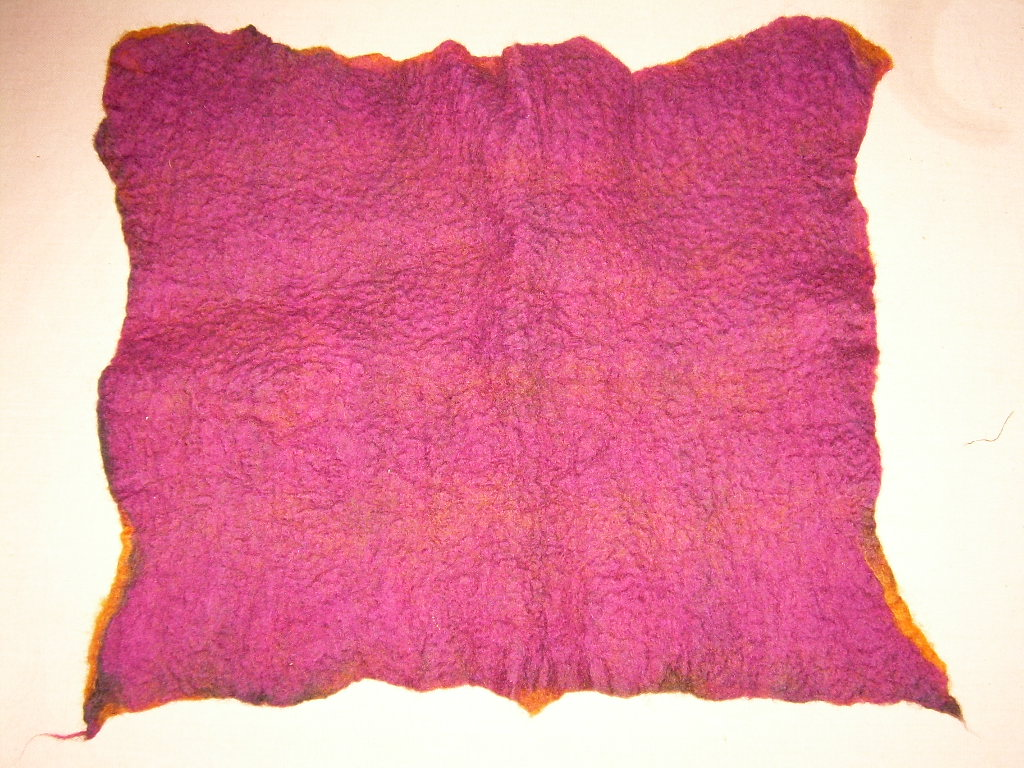
Uno scampolo di feltro

Il feltro è una stoffa realizzata in pelo animale. Non è un tessuto: viene prodotto con l'infeltrimento delle fibre. Il materiale che lo compone comunemente è la lana cardata di pecora, ma si può utilizzare qualsiasi altro pelo, come quello di lepre, coniglio, castoro, lontra, lama, capra e cammello. Si caratterizza per essere caldo, leggero e impermeabile.
Le fibre vengono bagnate con acqua calda, intrise di sapone e manipolate (battute, sfregate, pressate) fino a ottenerne, con processi meccanici e chimici, l'infeltrimento. La loro legatura è data dalla compenetrazione delle microscopiche squame corticali che rivestono la superficie dei peli. Il processo è progressivo e irreversibile.
Il feltro tradizionale è del colore dei peli usati, ma si può produrne di colorato utilizzando lana tinta in fiocco. Non va confuso con il panno (panno casentino, orbace, loden), un tessuto realizzato a telaio che viene follato per chiudere gli interstizi tra i fili. Il feltro è un tessuto non tessuto.

## Storia
Le più antiche tracce di feltro risalgono al terzo millennio a.C. Era usato dai Greci e dai Romani per la confezione di abiti, copricapi, mantelli. I ritrovamenti più antichi si hanno in Siberia. In Turchia ci sono importanti tracce di presenza di feltri preistorici, ma non reperti. 
Ogni popolo lo adattò alle sue esigenze: i russi per confezionare i vàlenki, tipici stivali; i popoli nomadi dell'Asia centrale, che ne furono abili produttori, oltre che per il vestiario lo utilizzarono per ripararsi dalle intemperie. Le tende dei mongoli, le yurte, sono costruite da un'intelaiatura di pali coperta da teli di feltro.
Il panno lenci è un tipo di feltro molto morbido, sottile e allegramente colorato brevettato dalla ditta Lenci (acronimo di "Ludus Est Nobis Costanter Industria") di Torino nel 1922 per confezionare le omonime bambole. È tuttora in commercio per piccoli lavori di hobbystica. Negli anni venti-trenta del Novecento la più importante fabbrica italiana (e forse europea) di feltro fu la Società Anonima Bonavita di Forlì. La Borsalino di Alessandria si distinse per il feltro di pelo di coniglio per la produzione di cappelli da uomo di pregio. L'Italia conquistò un'indubbia posizione di prestigio, ora appannata. 
Il feltro è materiale d'elezione per la creazione di cappelli, ma ne vengono realizzati a mano anche altri oggetti: borse, gioielli, rifiniture per abiti su seta, calzature, che con l'uso di colori e disegni di gusto moderno diventano capi di moda.
Il nome "feltro" deriva dalla città di Feltre, municipio romano. Qui le lane di pecore e capre delle quali la pastorizia locale era ricca venivano follate e commerciate, specialmente nelle regioni del Nord dell'Impero romano lungo la via Claudia Augusta Altinate. Negli scavi compiuti attorno agli anni '60 del '900 davanti al Duomo di Feltre si sono trovate innumerevoli targhette in piombo che costituivano i contrassegni per il follo del quale i mercanti si servivano. Nel 1544, in seguito al crollo della facciata del Duomo, fu trovata una lapide romana dedicata a Caio Firmio Rufino, procuratore dei "fabri" (carpentieri) "dendrofori" (che trasportavano il legno lungo i corsi d'acqua, oggi "zater") e "centonari", cioè artigiani che si occupavano della produzione dei "centoni", i panni feltrini appunto.

## Leggenda
La leggenda attribuisce l'invenzione del feltro a san Giacomo apostolo, fratello di san Giovanni evangelista. Il santo, un pescatore, mal sopportava le conseguenze dei lunghi spostamenti, che allora venivano fatti a piedi, richiesti dall'opera di predicazione. Per proteggere le piante dei piedi provò a imbottire i sandali coi batuffoli di lana che le pecore, nel pascolare, lasciavano attaccati ai cespugli spinosi. Si accorse che lo strato di lana pressato dal suo peso e bagnato dal sudore si induriva e si trasformava in una falda compatta. Da qui l'invenzione del feltro.
Le prime corporazioni di cappellai lo consideravano il loro protettore; nell'iconografia san Giacomo è rappresentato come un pellegrino che porta in testa un cappello a larghe tese, ovviamente di feltro, ornato con una conchiglia.

## Lavaggio
Il feltro è molto durevole da asciutto, ma quando viene bagnato è più delicato e bisogna trattarlo con cura. Per eliminare una macchia, si può tamponarla direttamente con del detersivo neutro. È meglio eliminare la macchia agendo localmente piuttosto che mettere in ammollo tutto il capo, perché c'è il rischio che si danneggi il colore. Se non si riuscisse a toglierla subito, si può mettere il capo a bagno con l'aceto bianco (in proporzione una parte di aceto e due di acqua). È importante che l'acqua sia fredda e che il capo venga steso in posizione orizzontale.

## Nei Media
• Il Fedora di "Indiana Jones" è in "feltro di coniglio" color "zibellino", prodotto da "Herbert Johnson 1889" di Londra.